# Пенский, Владимир Васильевич
Владимир Васильевич Пенский (6 января 1844 — не ранее 1906) — русский военачальник, генерал от инфантерии (21.02.1906).

## Биография
Родился в 1844 году в дворянской семье. В 1862 году окончил Николаевское кавалерийское училище, откуда был выпущен прапорщиком в Лейб-гвардии Преображенский полк (пехотный). Принимал участие в подавлении Польского восстания 1863—1864 годов и в Русско-турецкой войне 1877—1878 годов. Долгое время служил в гвардейской пехоте. В 1888—1890 годах в чине полковника командовал армейским Несвижским гренадерским полком, однако уже в 1890 году был произведён в генерал-майоры, вернулся в лейб-гвардию и возглавил Семёновский полк.
Во главе Семёновского полка генерал-майор Пенский находился почти девять лет, после чего получил повышение и в 1899 году возглавил 1-ю бригаду 1-й гвардейской пехотной дивизии. В 1900 году был произведён в генерал-лейтенанты и возглавил 1-ю пехотную дивизию (армейскую). В 1904 году покинул эту должность и в дальнейшем состоял в распоряжении командующего войсками Московского военного округа. Высочайшим приказом от 21 февраля 1906 года был произведён в генералы от инфантерии с увольнением от службы, с мундиром и с пенсией.
Подчинённые гвардейские офицеры дали Пенскому прозвище «Маркиз» за его неизменную вежливость, корректность, аристократичность и старомодность. По словам мемуариста Макарова, служившего под началом Пенского отмечается, что тот был лично очень порядочным человеком, уважаемым своими подчинёнными, но при этом посредственным строевым начальником, мало знавшим о современных ему принципах ведения войны. Ко всему прочему, Пенский очень плохо ездил верхом, тогда как старшие офицеры пехотных полков в то время участвовали в учениях и парадах верхом, а не пешими. Неуверенность Пенского в обращении со своим конём создавала полку сложности при проведении учений.
В то же время, Пенский был на хорошем счету при дворе, так как, по словам того же мемуариста, именно он обучал цесаревича Николая Александровича (будущего императора Николая II) практическим азам офицерской службы в то время, когда сам был старшим полковником Преображенского полка, а цесаревич в нём же числился капитаном.

## Награды
- Орден Святой Анны 3-й степени (1872)
- Орден Святого Владимира 4-й степени с мечами и бантом (1879)
- Орден Святого Станислава 2-й степени с мечами (1878)
- Орден Святой Анны 2-й степени с мечами (1879)
- Орден Святого Станислава 1-й степени (1896)
- Орден Святой Анны 1-й степени (1903)
- Орден Святого Владимира 3-й степени (1894)
- Орден Почётного легиона, командорский крест (Франция, 1897)
- Орден Красного орла 2-го класса со звездой (Германия, 1898)

## Источник
Пенский Владимир Васильевич на сайте Офицеры РИА